# 1100
1100. је била проста година.

## Догађаји
- Википедија:Непознат датум — Битка код Мелитене
- У пролеће се одиграла крвава битка у којој су Нормани Боемунда Тарентског победили у бици код Ридвана код Алепа.
- 2. август — Енглески краљ Вилијам II умире у ловачкој несрећи. Сер Волтер Тирел је оптужен да је испалио стрелу, али бежи из земље да би избегао суђење. Хенри I полаже право на престо.
- Хенри I (1068-1135), најмлађи син Вилијама Освајача, постаје краљ Енглеске.
- Краљ Енглеске Хенри I (1068-1135), четврти син Вилијама I.
- Краљ Јерусалима Балдуин I (1058-1118). Победа над муслиманима код Акре и Сидона. Покушај инвазије на Египат.
- Данишменд Гази је заробио Боемунда.
- 30. август — У Витичеву се одржао Витичевски сабор руских кнежева.
- 30. август — Свјатополк Изјаславич, Владимир Мономах, Давид и Олег Свјатославич закључили су међусобни мир и одржали су суђење Давиду Игоревичу, који је прекршио примирје успостављено 1097. године на 1. сабору кнежева у Љубечу. Давид је лишен Владимирско-Волинске кнежевине, а заузврат је добио градове Бужск, Острог, Дубен, Черторијск и 400 гривни сребра. Витичевски сабор је тежио циљу уједињења кнежева за борбу против Половца. Уједињени походи руских кнежева у степу који су почели након њега осигурали су безбедност Русије од Половца на дуго времена. Учесници Витичевског конгреса руских кнежева покушали су да лише Василка Ростиславича града Требовље, али он се није покорио овој одлуци, задржавајући град за себе до своје смрти (умро 1124/25).
- 25. децембар — Балдуин I крунисан за краља Јерусалима

## Смрти

### Јул
- 18. јул — Готфрид Бујонски, крсташ (*1060)

### Август
- 2. август — Вилијам II Риђи, енглески краљ (*1056)

### Непознат датум
- Википедија:Непознат датум — Свети Јован евхаитски - хришћански светитељ и митрополит евхаитски.